# 秀山岛
30°10′20″N 122°10′06″E / 30.17211790730674°N 122.16824803501368°E
秀山岛是浙江省舟山群岛中部的一个海岛，陆地面积22.88平方公里，包括潮间带总面积26.33平方公里，最高海拔207.5米。岛上有人口7,690（2000年普查）。行政上属于岱山县，设秀山乡。岛上开辟滑泥主题公园。